# Isaiah Austin
Isaiah Charles Austin (ur. 25 października 1993 we Fresno) – amerykański koszykarz grający na pozycji silnego skrzydłowego i środkowego, obecnie zawodnik Bejrut Club. 
Austin uczył się w szkole średniej Grace Preparatory Academy. Grając w tamtejszej drużynie koszykarskiej był przez ekspertów uznawany za jednego z najlepszych i najbardziej utalentowanych koszykarzy w rozgrywkach szkół średnich. Uczestniczył w najbardziej prestiżowych meczach gwiazd amerykańskich szkół średnich – McDonald’s All-American Game i Jordan Brand Classic. W ostatnim sezonie w szkole średniej zdobywał średnio 15 punktów, 11 zbiórek i 5 bloków na mecz.
Po zakończeniu edukacji w szkole średniej w 2012 rozpoczął studia na Uniwersytecie Baylora. Od początku stał się podstawowym zawodnikiem tamtejszej drużyny Baylor Bears, występującej w rozgrywkach dywizji I NCAA. W debiutanckim sezonie (2012/2013) w 35 spotkaniach ligowych zdobywał średnio po 13 punktów, 8,3 zbiórki, 1,7 bloku i 1,1 asysty na mecz. Został wybrany także do „trzeciej piątki” sezonu i do „pierwszej piątki” najlepszych debiutantów swojej konferencji (Big 12), a wraz z Baylor Bears zwyciężył również w turnieju National Invitation Tournament. W kolejnym sezonie (2013/2014) rozegrał 38 spotkań ligowych, w których zdobywał średnio po 11,2 punktu, 5,5 zbiórki, 3,1 bloku i 1,4 asysty na mecz. Zajął wówczas 4. miejsce w całej dywizji I NCAA pod względem łącznej liczby bloków w sezonie (118) Został także wybrany do „pierwszej piątki” najlepszych obrońców konferencji Big 12.
W styczniu 2014 w programie wyemitowanym w stacji ESPN wyjawił, iż od 2008 nie widzi na jedno oko (prawe). W 2005 podczas gry w szkolnej lidze baseballu został uderzony piłką, w wyniku czego uszkodzona została siatkówka w jego prawym oku. Trzy lata później, podczas wykonywania wsadu uległa ona całkowitemu uszkodzeniu, a Austin, mimo 5 operacji, jakie później przeszedł, stracił wzrok w prawym oku. Mimo tego urazu, uniemożliwiającego mu postrzeganie głębi i widzenie stereoskopowe, co znacznie utrudnia oddawanie rzutów (szczególnie z dalszej odległości), kontynuował swoją karierę koszykarską. Po nieudanych próbach przywrócenia wzroku zastąpił uszkodzone oko sztucznym, a w meczach koszykarskich występował w okularach ochronnych. Do czasu wyjawienia informacji o tym urazie opinia publiczna o nim nie wiedziała – Austin ujawnił ją tylko najbliższym przyjaciołom i członkom drużyn koszykarskich, w których występował.
Przed Draftem NBA 2013 eksperci przewidywali, iż Austin mógłby zostać wybrany w pierwszej rundzie draftu. Ostatecznie jednak zgłosił się on do udziału w drafcie rok później. Podobnie jak rok wcześniej eksperci przewidywali, iż może zostać wybrany w pierwszej rundzie, co sprawiłoby, iż zostałby pierwszym częściowo niewidomym zawodnikiem w historii NBA. 4 dni przed Draftem NBA 2014 Austin ogłosił, iż podczas rutynowych badań przeprowadzanych przed draftem wykryto u niego zespół Marfana, w wyniku czego musi zakończyć swoją karierę koszykarską. Podczas Draftu NBA 2014, między 15. a 16. wyborem, komisarz NBA – Adam Silver w imieniu całej ligi dokonał symbolicznego wyboru Austina, chcąc tym samym go uhonorować w szczególny sposób i spełnić jego marzenie o wyborze w drafcie.
Isaiah Austin jest bratankiem byłego koszykarza NBA – Isaaca Austina.
W czerwcu 2014 roku w wyniku wykrycia u niego zespołu Marfana zakończył karierę sportową. 
30 listopada 2016 uzyskał medyczne zapewnienie o możliwości powrotu do zawodowego uprawiania koszykówki. 
16 października 2018 dołączył do chińskiego Nanjing Monkey King.
18 sierpnia 2019 został zawodnikiem libańskiego Bejrut Club.

## Osiągnięcia
Stan na 19 sierpnia 2019, na podstawie, o ile nie zaznaczono inaczej.
NCAA
- Mistrz turnieju National Invitation Tournament (NIT – 2013)
- Uczestnik rozgrywek Sweet 16 turnieju NCAA (2014)
- Zaliczony do:
  - I składu:
    - defensywnego Big 12 (2014)
    - debiutantów Big 12 (2013)
    - turnieju:
      - Big 12 (2014)
      - National Invitation Tournament (2013)

  - III składu All-Big 12 (2013)
  - honorable mention All-Big 12 (2014)

Indywidualne
- Lider w blokach chińskiej ligi NBL (2017)